# Carbossilato reduttasi
La Carbossilato reduttasi è un enzima appartenente alla classe delle ossidoreduttasi, che catalizza la seguente reazione:
un'aldeide + accettore + H2O ⇄ un carbossilato + accettore ridotto
L'enzima è una proteina contenente tungsteno. Il metil viologeno può agire come accettore; nella direzione inversa, gli acidi non-attivati sono ridotti, dai viologeni ridotti, ad aldeidi, ma non nei corrispondenti alcoli.